# Coll de Cuna
El Coll de Cuna és un coll dels contraforts nord-orientals del Massís del Canigó, a 1.048,4 metres d'altitud, en el terme comunal de Nyer, a la comarca del Conflent, de la Catalunya del Nord.
És al centre de la zona nord del terme de Nyer, a prop al sud del poble d'aquest nom, en el contrafort que davalla del Solà d'en Potes.